# Kim Refshammer
Kim Refshammer (Kopenhagen, 14 september 1955 – aldaar, 25 februari 2002) was een Deens wielrenner. Hij nam deel aan de ploegenachtervolging op de Olympische Zomerspelen 1976.